# Koloszovkai járás

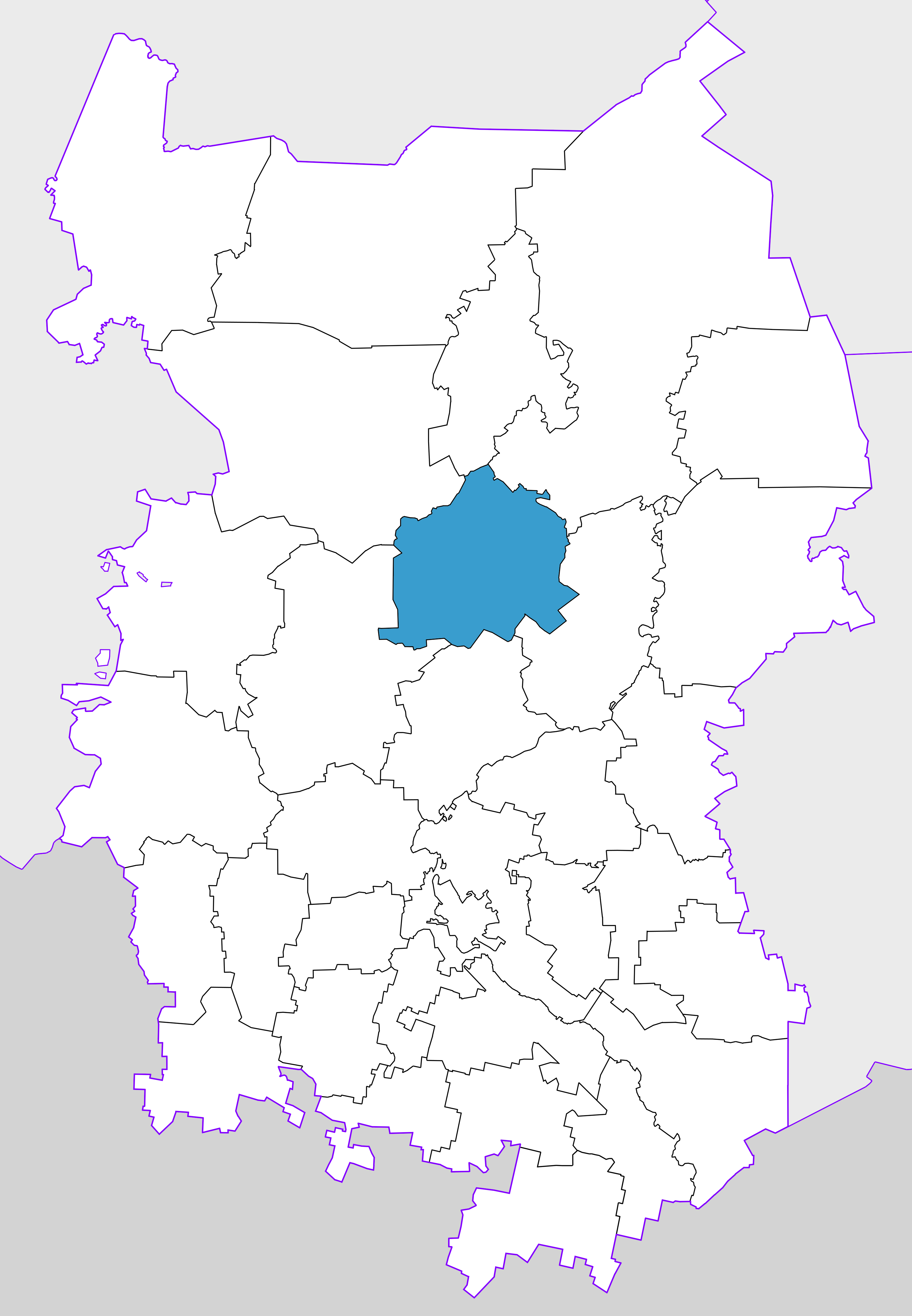
A Koloszovkai járás az Omszki területen

A Koloszovkai járás (oroszul Колосовский район) Oroszország egyik járása az Omszki területen. Székhelye Koloszovka.

## Népesség
- 1989-ben 17 861 lakosa volt.
- 2002-ben 15 763 lakosa volt, melynek 89,8%-a orosz, 6%-a tatár, 1,3%-a kazah, 0,9%-a német, 0,9%-a ukrán.
- 2010-ben 12 803 lakosa volt, melynek 89,8%-a orosz, 6,1%-a tatár, 0,9%-a kazah, 0,8%-a német, 0,6%-a ukrán.